# Kike Boula
Kike Boula (Malabo, 17 de janeiro de 1993) é um futebolista profissional guineense que atua como atacante. Atualmente, joga no Xanthi.

## Carreira
Kike Boula representou o elenco da Seleção Guinéu-Equatoriana de Futebol no Campeonato Africano das Nações de 2015.